# Мытищинский путепровод (Москва)
Мыти́щинский путепрово́д — автомобильно-трамвайно-пешеходный мост-путепровод на востоке города Москвы в 14,6 км от центра города. Соединяет территории районов Богородское и Метрогородок Восточного административного округа, проходя над железнодорожными путями Малого кольца Московской железной дороги (Московского центрального кольца) между станциями Белокаменная и Черкизово. По путепроводу проходит Открытое шоссе: дорога, трамвайные пути и тротуар.

## История
Сооружён в 1956 году через Малое кольцо Окружной МЖД взамен ранее существовавшего путепровода. Расположен на трассе Открытого шоссе и назван по проходящему в нескольких километрах отсюда Мытищинскому водоводу. Автор проекта — инженер С. Я. Терехин.

## Описание
Под мостом проходит (слева направо) 6-й проезд Подбельского, переходя в Окружной проезд.
У западного окончания путепровода, Открытое шоссе пересекается Ивантеевской улицей, переходящей в Тюменский проезд — на этом перекрёстке дорожное движение (в том числе — трамвайное, с трёх направлений) регулируется светофором.

## Конструкция
- Материал — сталь, железобетон.
- Ширина автомобильной проезжей части: 4 полосы, по 2 в каждом направлении.
- Ширина трамвайной проезжей части: 2 пути.
- Ширина тротуаров: 1 х 1,5 метра.
- Опоры: 4 промежуточных пилона, каждый из которых поддерживается 12-ю[3] колоннами квадратного сечения[4].

## Соседние путепроводы через железнодорожные пути Малого кольцаОкружной МЖД
- По часовой стрелке — Щёлковский путепровод
- Против часовой стрелки — Лосиноостровский путепровод

## Транспорт

### Наземный транспорт
- Трамваи[5]: № 2, 4, 13, 29, 36,

из них № 2, 13, 36 проходят непосредственно по Мытищинскому путепроводу.
- Автобусы № 75, 327, 822.

### Ближайшая станция метро
- Станция метро «Бульвар Рокоссовского» — в 200 метрах.

### Железнодорожный транспорт
10 сентября 2016 года в 90 метрах к северо-западу от путепровода открыта станция «Бульвар Рокоссовского» Московского центрального кольца с переходом (непрямой уличной пересадкой) на станцию метро «Бульвар Рокоссовского» Сокольнической линии метрополитена, а также на наземный транспорт на Открытом шоссе.

## Перспективы развития
Ожидается реконструкция с увеличением полосности: 6 полос движения автотранспорта и трамвайное движение.
В дальнейшем планируется сооружение трёхуровневой автомобильной развязки на пересечении со строящейся Северо-Восточной хордой.